# Aéroport de Surkhet
L'aéroport de Surkhet (code IATA : SKH • code OACI : VNSK) est un aéroport desservant la ville de Birendranagar au Népal. Il est parfois appelé aéroport de Birendranagar.

## Situation
L'aéroport est situé à 732 mètres d'altitude. 
| \| 100 km1:3 095 000 \| Bajura Bhadrapur Bhâratpur Bhojpur Biratnagar Dhangadhi Dolpa Janakpur Jomsom Jumla Katmandou Lamidanda Lukla Manang Meghauli Nepalganj Phaplu Pokhara Ramechhap Rukumkot Rumjatar Simara Siddharthanagar Simikot Surkhet Talcha Taplejung Thamkharka Tumlingtar Dang |
| 100 km1:3 095 000 |

## Installations
Il possède une unique piste en asphalte, orientée 02/20 et longue de 1 036 mètres,.
L'aéroport est équipé pour recevoir des avions du Nepalese Army Air Service.

## Compagnies et destinations
| Compagnies | Destinations                                                                              |
| ---------- | ----------------------------------------------------------------------------------------- |
| Goma Air   | Bajhang (en), Bajura, Chaurjahari-Rukumkot (en), Dolpa, Jumla, Nepalganj, Simikot, Talcha |